# Dypsis acuminum
Dypsis acuminum – gatunek palmy z rzędu arekowców (Arecales). Występuje endemicznie na Madagaskarze, w prowincji Antsiranana. Można go spotkać między innymi w Parku Narodowym Marojejy. Znanych jest tylko 2-5 jego naturalnych stanowisk.
Rośnie w bioklimacie wilgotnym, średniowilgotnym jak i górskim. Występuje na wysokości 500–2000 m n.p.m.